# 勁爆惹火達人SHOW
勁爆惹火達人SHOW（法語：La Soirée）是一個雜技綜藝節目，在2010年10月於英國倫敦首次演出。在節目中，約25名演員在一個圓形的紅色小舞台上輪流演出，而觀眾座位則圍繞舞台橫排。某部份演員曾經在另一個雜技綜藝節目La Clique中演出。
2015年，勁爆惹火達人SHOW獲得由倫敦劇院協會（英語：The Society of London Theatre）頒發勞倫斯·奧利弗最佳娛樂大獎（英語：Laurence Olivier Award for Best Entertainment）。
勁爆惹火達人SHOW曾於世界各地演出，包括于默奧、斯德哥爾摩、奧爾堡、悉尼、阿德莱德、漢堡、滿地可、芝加哥、達爾文、奥胡斯、香港及馬尼拉。